# 埃斯皮納山脈
40°52′46.73″N 0°21′43.93″E / 40.8796472°N 0.3622028°E

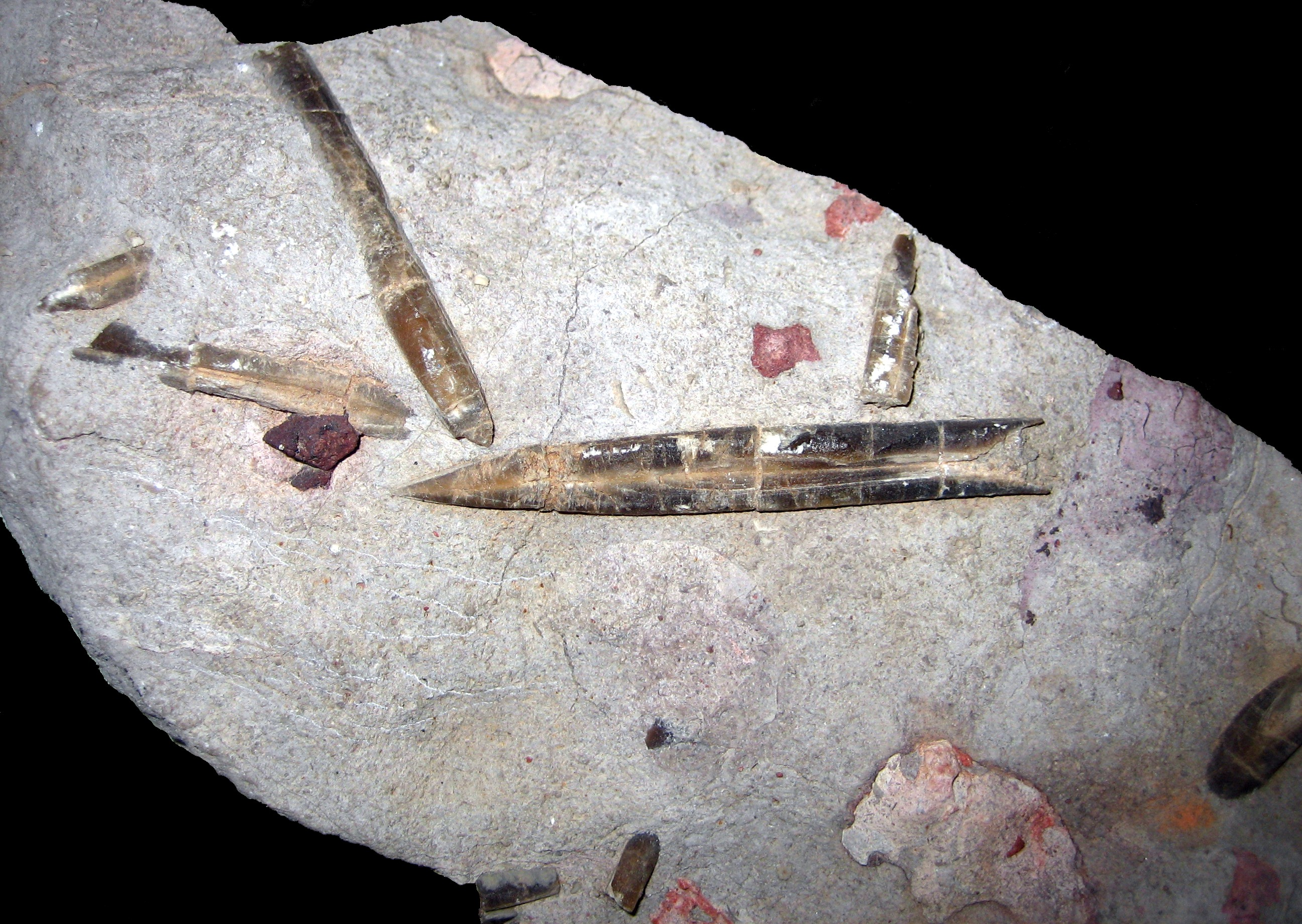

埃斯皮納山脈，'是西班牙的山脈，位於該國東北部加泰羅尼亞，屬於伊比利亞山脈的一部分，全長12.8公里，最高點海拔高度1,181米，山體由石灰岩組成。